# Japanischer Fußball-Supercup 2010
Der japanische Fußball-Supercup 2010 wurde am 27. Februar 2010 zwischen dem japanischen Meister 2009 Kashima Antlers und dem Kaiserpokal-Sieger 2009 Gamba Osaka ausgetragen.

## Spielstatistik
| Paarung         | Kashima Antlers – Gamba Osaka |
| Ergebnis        | 1:1 (1:1), 5:3 i. E. |
| Datum           | 27. Februar 2010 um 11:35 Uhr |
| Stadion         | Kashima Soccer Stadium, Kashima |
| Zuschauer       | 34.634 |
| Schiedsrichter  | Yuichi Nishimura |
| Tore            | 1:0 Marquinhos (20.) 1:1 Akira Kaji (45.) Elfmeterschießen: 1:0 Mitsuo Ogasawara 1:0 Yasuhito Endō 2:0 Takuya Nozawa 2:1 Takahiro Futagawa 3:1 Tōru Araiba 3:2 Lucas 4:2 Daiki Iwamasa 4:3 Cho Jae-jin 5:3 Marquinhos                                      |
| Kashima Antlers | Hitoshi Sogahata – Atsuto Uchida, Daiki Iwamasa, Tōru Araiba, Lee Jung-soo – Kōji Nakata (82. Takeshi Aoki), Mitsuo Ogasawara, Takuya Nozawa, Fellype Gabriel (65. Yasushi Endō) – Marquinhos, Shinzō Kōroki Cheftrainer: Oswaldo de Oliveira ( Brasilien) |
| Gamba Osaka     | Yōsuke Fujigaya – Akira Kaji, Michihiro Yasuda, Kazumichi Takagi, Shun'ya Suganuma – Yasuhito Endō, Takahiro Futagawa, Hideo Hashimoto – Cho Jae-jin, Shōki Hirai (62. Takashi Usami), Lucas Cheftrainer: Akira Nishino                                    |
| Gelbe Karten    | Marquinhos (70.) – Michihiro Yasuda (38.), Shun'ya Suganuma (81.) |

### Auswechselspieler
| Auswechselspieler | Auswechselspieler |
| --- | --- |
| Kashima Antlers | Gamba Osaka |
| - Yasushi Endō (65.) ▲ - Takeshi Aoki (82.) ▲ - Gilton Ribeiro - Masahiko Inoha - Ryūta Sasaki - Tetsu Sugiyama - Yūya Ōsako | - Takashi Usami (62.) ▲ - Hayato Sasaki - Kōhei Kawata - Sōta Nakazawa - Shōhei Ōtsuka - Takumi Shimohira - Takuya Takei |

## Supercup-Sieger Kashima Antlers
|  | Kashima Antlers |
|  | - Tor: Hitoshi Sogahata, Tetsu Sugiyama - Abwehr: Atsuto Uchida; Daiki Iwamasa; Tōru Araiba; Lee Jung-soo; Masahiko Inoha - Mittelfeld: Kōji Nakata; Mitsuo Ogasawara; Takuya Nozawa; Fellype Gabriel; Yasushi Endō; Takeshi Aoki - Angriff: Marquinhos; Shinzō Kōroki; Gilton Ribeiro; Ryūta Sasaki; Yūya Ōsako |
|  | Trainer: Oswaldo de Oliveira |